# Alastor sulcatus
Alastor sulcatus är en stekelart som beskrevs av Vecht 1981. Alastor sulcatus ingår i släktet Alastor och familjen Eumenidae. Inga underarter finns listade i Catalogue of Life.